# Granica belizeńsko-meksykańska

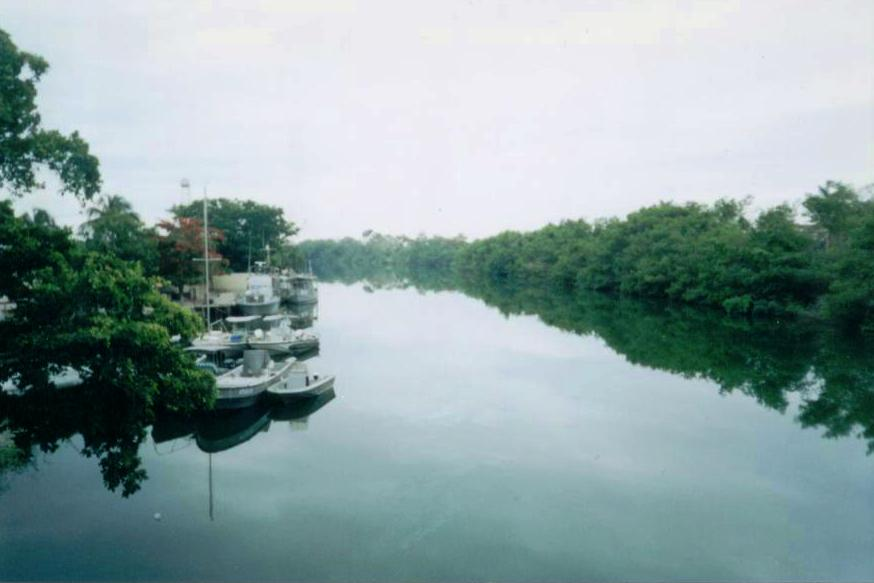
Rio Hondo, widok z międzynarodowego mostu pomiędzy Subteniente Lopez i Santa Elena

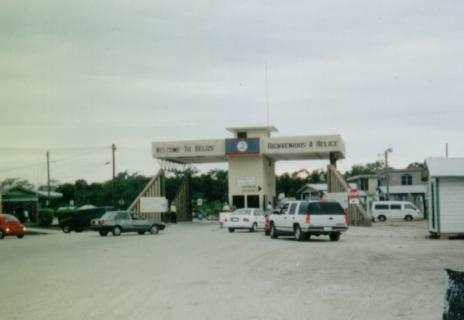
Przejście graniczne pomiędzy Subteniente Lopez i Santa Elena

Granica belizeńsko-meksykańska – to granica międzypaństwowa, ciągnąca się na długości 193 km od trójstyku z Gwatemalą na zachodzie do Morza Karaibskiego na wschodzie.
Większość granicy biegnie korytem rzeki Hondo.